# ジャッキー・シュロフ

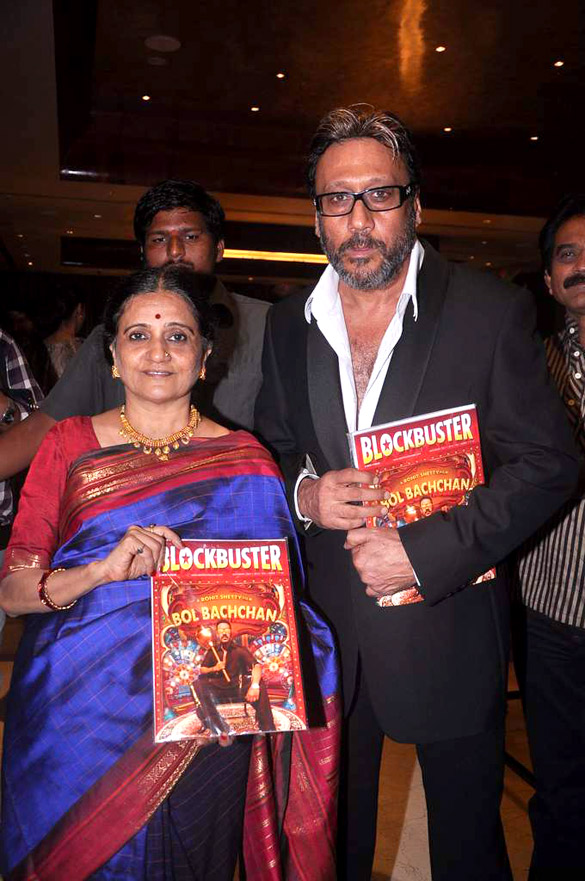
シュロフ (2012年)

ジャッキー・シュロフ (英語: Jackie Shroff, ヒンディー語: जैकी श्रॉफ、1957年2月1日 - ）はインドの映画俳優。実名はジャイキシャン・カークバーイー・シュロフ（英語: Jaikishen Kakubhai Shroff）。アジア映画アカデミーの国際映画テレビクラブの終身会員である。2017年、Invertis大学の名誉博士号を取得した。

## 経歴
1957年2月1日生まれ。父親のカークバーイー・ハリバーイー・シュロフはグジャラート人で、母親のリタはカザフスタン出身のウイグル人だった。兄がいたが、ジャッキーが10歳の時、17歳で亡くなった。彼は映画業界に入る前は、地元で不良少年として過ごした。いくつかの広告のモデルを務めた。ディレクターおよびプロデューサーであったスバーシュ・ガイが「HERO (1983年の映画)」を制作した際、スクリーンネームである「ジャッキー」を与えられたが、この名前は学校のクラスメートの一人が彼を呼んでいた名前に由来している。
彼はインドチャンネルSTAR Oneで放送されたオーディション番組「インドのマジックスター」の審査員も務めた。 この番組は2010年7月3日から2010年9月5日まで放送された。

## 私生活
彼は後に映画製作者となるアイシャ・ダットと、彼女の誕生日である1987年6月5日に結婚した。彼らには、息子でありボリウッドの俳優であるタイガー・シュロフと、娘のクリシュナがいる。

## 主な出演作品
| - Swami Dada （1982年、デビュー作品） - Hero / हीरो （1983年） - Andar Baahar （1984年） - Yudh （1985年） - Shiva Ka Insaaf （1985年） - Teri Meherbaniyan （1985年） - Karma （1986年） - Dahleez （1986年） - Palay Khan （1986年） - Allah Rakha （1986年） - Kaash （1987年） - Uttar Dakshin （1987年） - Aakhri Adaalat （1988年） - Tridev （1989年） - Ram Lakhan （1989年） - Main Tera Dushman（1989年） - Vardi （1989年） - Kala Bazaar （1989年） - Parinda （1990年） - シックス・センス・オブ・レディ （1991年） - Saudagar （1991年） - Akayla （1991年） - Angaar （1992年） - Dil Hi To Hai （1992年）（歌手の歌手 Chhat Ke Upar Do Kabutar (Part I)) - King Uncle （1993年） - Aaina （1993年） - Khalnayak （1993年） - Shatranj （1993年） - Stuntman （1994年） - 1942・愛の物語 （1994年） - Rangeela （1995年） - Trimurti （1995年） - Ram Shastra （1995年） - Agni Sakshi （1996年） - Return of Jewel Thief （1996年） - デザート・フォース （1997年） | - Bandhan （1998年） - Yugpurush （1998年） - Hafta Vasuli （1998年） - Sirf Tum （1999年） - Kohram （1999年） - Kartoos （1999年） - Hote Hote Pyar Ho Gaya （1999年） - Refugee （2000年） - One 2 Ka 4 （2000年） - アルターフ 復讐の名のもとに （2000年） - Kahin Pyaar Na Ho Jaaye （2000年） - Lajja （2001年） - Bas Itna Sa Khwaab Hai （2001年） - Albela （2001年） - Yaadein （2001年） - Agni Varsha （2002年） - Pitaah （2002年） - デーヴダース （2002年） - 3 Deewarein （2003年） - Samay: When Time Strikes （2003年） - Baaz: A Bird in Danger （2003年） - Ek Aur Ek Gyarah （2003年） - Boom （2003年） - Hulchul （2004年） - Aan: Men at Work （2004年） - Kyon Ki （2005年） - Antarmahal （2005年、タミル語映画） - Bhagam Bhag （2006年） - Care of Footpath （2006年、カンナダ語映画） - Eklavya: The Royal Guard （2006年） - Apna Sapna Money Money （2006年） - Athisayan （2007年、マラヤラム語映画） - Mukhbiir （2008年） - Teen Patti （2009年） | - Veer （2009年） - Rita （2009年、マラティー語映画） - Raaz: The Mystery Continiues （2009年） - Malik Ek （2010年） - Zamana （2010年、カンナダ語映画） - Aaranya Kaandam （2011年、タミル語映画） - Shakti （2011年、テルグ語映画） - Panjaa （2011年、テルグ語映画） - Anna Bond （2012年、カンナダ語映画） - Married 2 America （2012年） - ワダラの抗争 （2013年） - Swabhoomi (2013年、タミル語映画） - チェイス!（2013年） - Mahabharat （2013年） - Aurangzeb （2013年） - Kochadaiiyaan （2014年、タミル語映画） - Amanusha （2014年、カンナダ語映画） - Happy New Year （2014年） - Brothers （2015年） - Shegavicha Yogi Gajanan （2015年、マラティー語映画） - Jazbaa （2015年） - ATM （2015年、マラヤラム語映画） - Housefull 3 （2016年） - Freaky Ali （2016年） - Dirty Politics （2016年） - Sarkar 3 （2017年） - Sardar Saab （2017年、パンジャブ語映画） - Khujli （2017年、短編映画) - Jole Jongole （2017年、ベンガル語映画） - Soul Curry （2017年、コンカニ語映画） - Maayavan（2017年、テルグ語映画） - Firrkie （2018年） - Paltan （2018年） - サーホー （2019年） |